# エリン・ダニエルズ
エリン・ダニエルズ（Erin Daniels、1973年10月9日 - ）は、アメリカ合衆国の女優。ミズーリ州セントルイス出身。

## 来歴
ユダヤ系であり、ヴァッサー大学で美術史の学位を取得している。
2002年にセントルイス映画祭でエマージング・スター賞を受賞。2002年の映画『ストーカー』や2003年の『マーダー・ライド・ショー』、2004年から2007年まで出演したテレビシリーズ『Lの世界』などで著名になる。『Lの世界』では、デイナ（Dana Fairbanks）というレズビアンのプロテニスプレーヤーを演じた。

## 私生活
2009年4月に映画プロデューサーのクリス・エットウィラーと結婚。2人の子どもを設けるが、2019年2月に離婚した。

## 主な出演作品

### 映画
- ストーカー One Hour Photo (2002)
- マーダー・ライド・ショー House of 1000 Corpses (2003)
- シングルマン A Single Man (2009)
- ピンチ・シッター The Sitter (2011)

### テレビシリーズ
- Lの世界 The L Word (2004-2007)